# Belpop (televisieprogramma)
Belpop is een tv-programma over de Belgische popscene op VRT CANVAS. Het verwijst naar belpop, een verzamelterm voor muziek van Belgische groepen.
Jan Delvaux, medewerker van het programma, publiceerde in 2011 ook een boek met de titel Belpop: de eerste vijftig jaar, waarin hij de geschiedenis van de Belgische popmuziek beschrijft, van Kili Watch van The Cousins tot heden.

## Reeksen

### Reeks 1 (2008)
1. Arno
2. Lou Deprijck
3. De Kreuners
4. The Kids
5. Front 242
6. Raymond van het Groenewoud

### Reeks 2 (2009)
1. The Scabs
2. Roland Van Campenhout
3. Adamo
4. Maurice Engelen
5. Vaya Con Dios
6. DAAN

### Reeks 3 (2010)
1. Stef Kamil Carlens
2. The Pebbles
3. Clouseau
4. Channel Zero
5. Will Tura
6. Zap Mama

### Reeks 4 (2011)
1. dEUS
2. Wallace Collection
3. Stijn Meuris
4. Rocco Granata
5. Luc Van Acker
6. CPeX

### Reeks 5 (2012)
1. Jacques Brel
2. Louis Neefs
3. Ann Christy
4. Toots Thielemans
5. Johan Verminnen
6. Soulwax

### Reeks 6 (2013)
1. New Beat
2. Jazz Bilzen
3. Wannes van de Velde
4. Marc Moulin
5. Ferre Grignard

### Reeks 7 (2014)
1. Hooverphonic
2. Wim De Craene
3. De Familie Kluger
4. Kleinkunst
5. Rock Werchter
6. Jean Blaute

### Belpop Bonanza TV (2017)
Popjournalist Jan Delvaux en Jimmy Dewit openden tussen kerst en nieuw 2017 een pop-up platenwinkel met Belgisch vinyl. Vanuit Leuven brachten ze vijf avonden op rij, samen met een artiest, interessante en amusante verhalen uit 60 jaar Belpop-geschiedenis.
1. Jan Paternoster
2. Liliane Saint-Pierre
3. Tom Barman
4. Lara Chedraoui
5. Marcel Vanthilt

### Reeks 8 (2018)
1. Arsenal
2. Luc De Vos
3. Triggerfinger
4. Flip Kowlier
5. Tachtig was prachtig (dubbelaflevering met o.a. T.C. Matic, De Kreuners, The Kids, The Scabs, Red Zebra, Luna Twist, Allez Allez en Lavvi Ebbel)

### Reeks 9 (2019)
1. Novastar
2. 40 jaar Ancienne Belgique
3. De Mens
4. Guido Belcanto
5. Bart Peeters

### Reeks 10 (2020)
1. Selah Sue
2. K's Choice
3. The Radios
4. Gabriel Rios
5. Belpop wereldhits (dubbelaflevering met o.a. Dominique (Sœur Sourire), Early Bird (André Brasseur), Casatschok (Dimitri Dourakine), Eviva España (Samantha), Jungle Fever (The Chakachas) en Nostalgia (Francis Goya))

### Reeks 11 (2023)
De elfde reeks van Belpop ging van start op VRT CANVAS in oktober 2023. Na 10 reeksen neemt Bent Van Looy de fakkel over van Luc Janssen als voice-over.
1. Soulsister
2. Ozark Henry
3. Kris De Bruyne
4. Admiral Freebee
5. Belgische eurodance (dubbelaflevering met o.a. Technotronic, 2 Unlimited, 2 Fabiola, Milk Inc., The Mackenzie feat. Jessy, Sylver, Lasgo, Kate Ryan, Ian Van Dahl en Fiocco)

## Verder lezen
- J. Delvaux, Belpop de eerste vijftig jaar, Borgerhoff & Lamberigts, Gent, 2011, ISBN 9089312498